# Chryseida aequalis
Chryseida aequalis är en stekelart som först beskrevs av Walker 1862.  Chryseida aequalis ingår i släktet Chryseida och familjen kragglanssteklar. Inga underarter finns listade i Catalogue of Life.